# Ruševo Krmpotsko
Ruševo Krmpotsko je naselje u Hrvatskoj u sastavu Grada Novog Vinodolskog. Nalazi se u Primorsko-goranskoj županiji.

## Zemljopis
Zapadno su Jakov Polje i Smokvica Krmpotska, sjeverozapadno je Drinak i Podmelnik, sjeverno-sjeveroistočno je Javorje, istočno-sjeveroistočno je Zabukovac, jugoistočno je Alan, jugozapadno su Bile. 

## Stanovništvo
| broj stanovnika | 180   |       | 203   | 202   | 155   | 220   | 206   | 173   | 147   | 122   | 94    | 29    | 11    | 3     | 5     | 4     | 2     |
|                 | 1857. | 1869. | 1880. | 1890. | 1900. | 1910. | 1921. | 1931. | 1948. | 1953. | 1961. | 1971. | 1981. | 1991. | 2001. | 2011. | 2021. |